# Bad Liar (Imagine Dragons)
Bad Liar is een single van de Amerikaanse band Imagine Dragons. De single kwam uit op 6 november 2018 als vierde single van hun vierde studioalbum Origins. 
De single haalde de hoogste positie in Tsjechië en Letland. Ook in België, Finland en Zwitserland haalde het nummer de top 10. De videoclip van het nummer kwam uit op 24 januari 2019. De videoclip werd gefilmd in de Amerikaanse staat Nevada.

## NPO Radio 2 Top 2000
| Nummer met noteringen in de NPO Radio 2 Top 2000 | '19 | '20  | '21  | '22  | '23  | '24  |
| ------------------------------------------------ | --- | ---- | ---- | ---- | ---- | ---- |
| Bad Liar                                         | 814 | 1291 | 1473 | 1298 | 1606 | 1606 |

1. ↑  Een vetgedrukt getal geeft de hoogste notering aan.
2. ↑  2019 was het eerste jaar met een notering voor dit nummer.